# بریسلاف
شهر بریسلاف (به روسی: Берислав) در استان خرسون در کشور اوکراین واقع شده‌است. جمعیت این شهر ۱۵٬۴۵۵ نفر  است.